# Гільдія (телесеріал)
«Гільдія» (англ. The Guild) — це популярний онлайн ситком про життя ігрової гільдії «The Knights of Good» (Лицарі добра). Кожен епізод триває 3-8 хвилин. Перший епізод вийшов 27 липня 2007 року. Серіал транслюється на офіційному сайті, на iTunes, YouTube, Zune Marketplace, effinfunny.com, та Xbox Live Marketplace. Шоу показує життя Кодекс (Codex) — хілера Лицарів добра, яка старається привести життя до ладу, після того, як один з учасників гільдії (Забу Zaboo) з'являється на її порозі.
Сценарій написаний Феліцією Дей (яка грає Кодекс). Зараз вийшло три сезони, і заплановано випустити четвертий.

## Історія
The Guild придуманий, та написаний Феліцією, пристрасним геймером, яка грала в World of Warcraft в перервах між виконанням ролей в кількох телешоу, та фільмах. Після двох років ігроманії, Феліція вирішує використати свій досвід продуктивніше, та пише пілотний сценарій.
Вона використовує загальну термінологію MMORPG, щоб уникнути проблем з авторськими правами, та залучити ширшу аудиторію. Феліція також сподівалась показати що стереотипний підліток що живе в підвалі батьківського дому це не єдиний вид геймера. Бувши переконаною, що ніша серіалу не викличе прихильності в телевізійних маркетологів, вона вирішує публікувати серії онлайн. Феліція була знайомою з Сандіпом Парігом (Sandeep Parikh) та Джефом Льюїсом (Jeff Lewis) з Лос-Анджелеського комедійного театру «Empty Stage», і написала ролі спеціально для них. Решта акторів були набрані за допомогою кастингу.
Після знімання перших трьох епізодів за два з половиною дні у них закінчились гроші. Тоді публікації кнопки PayPal, четвертий та п'ятий епізоди були майже повністю профінансовані пожертвуваннями.
В березні 2010 вийшов перший номер коміксу, що базується на шоу. Він є приквелом до серіалу, та створений Феліцією Дей та Джимом Раґґом.

## Сприйняття
The Guild має мільйони переглядів на YouTube, ставши найпопулярнішим онлайн-шоу на сайті, як за кількістю переглядів, так і за відгуками глядачів. Також серіал отримав багато нагород.

## Формат
Кожен епізод починається з того, що Кодекс (Феліція) коментує попередні події у формі відеоблогу. Зазвичай цей запис відбувається в інший час ніж основні події, бо Кодекс носить інший одяг (зазвичай піжаму), ніж протягом епізоду. Іноді в відеоблог попадають інші персонажі (Забу, та Вейд).

## (Do You Wanna Date My) Avatar
У 2009 команда серіалу створила кліп «(Do You Wanna Date My) Avatar», в якому кожен вдягнений своїм персонажем (аватаром) з гри. Це відео отримало мільйон переглядів вже за перші два дні.

## Персонажі
- Кодекс (Codex) — справжнє ім'я Сід Шерман. Вона є хілером гільдії. Сором'язлива, не любить конфліктів, проявляє ознаки паніки в стресових ситуаціях. В дитинстві вона була обдарованою скрипалькою. Також вона має ігрову залежність, і хоча старається контролювати час проведений в грі, та їй це не вдається. Роль Кодекс виконує Феліція Дей.

- Забу (Zaboo) — справжнє ім'я Су'ян Балакрішнан Ґолдберґ. Він є чорнокнижником гільдії. Його батько — єврей, а мама — індійка. Чудово розбирається в комп'ютерах, зокрема має відмінні навички Photoshop. Коли він в когось закоханий, то дуже нав'язливий. Це напевне передалось йому від матері. Його роль виконує Сандіп Парікх — індійсько-американський письменник, режисер, актор, та продюсер.

- Ворк (Vork) — справжнє ім'я Герман Голден. Його ігровий клас — воїн. Він є лідером гільдії. Йому подобається управляти гільдією та її ресурсами, при цьому він покладається лише на правила та логіку. Надзвичайно економний. До такої міри, що краде сусідський струм, та Wi-Fi, а холодильник в нього працює на льоді, що отриманий від держави. Роль виконує Джеф Льюїс.

- Блейдз (Bladezz) — справжнє ім'я Саймон. Ігровий клас — розбійник. Він студент, що проводить більшу частину часу в підвалі, за Грою. Дещо грубий до інших членів гільдії, і часто відпускає бородаті жарти в адресу дівчат гільдії. Він працював моделлю та дуже соромиться цього факту, тому займався цим під псевдонімом Фін Смадлерс. Роль виконує Вінсент Касо.

- Клара (Clara) — справжнє ім'я Клара Бін. Вона маг гільдії. Вона домогосподарка, мати трьох дітей. Її діти ще майже немовлята, наймолодший взагалі грудний, а мама доволі безвідповідальна. Попри те, що гордиться материнством, вона ставить гру перед сім'єю. Вона використовує своє справжнє ім'я як ігровий псевдонім, бо якось діти побачили її логін Мамінатрікс, і почали її так називати. Роль виконує Робін Торсен.

- Тінкербелла — ігровий клас ренджер. Справжнє ім'я невідоме, бо вона не розповідає гільдії нічого про себе. Кличуть її Тінкс. Вона дуже любить комп'ютерні ігри, і завжди носить з собою портативну відеогру, граючи її в перервах між Грою. Меркантильна, любить використовувати інших в своїх цілях. Роль виконує Емі Окуда.